# برنت سیبروک
برنت سیبروک (انگلیسی: Brent Seabrook؛ زادهٔ ۲۰ آوریل ۱۹۸۵) بازیکن هاکی روی یخ اهل کانادا است.
وی همچنین برندهٔ جوایزی همچون جام استنلی شده‌است.